# Даниловское кладбище
Дани́ловское кла́дбище — одно из крупнейших кладбищ Москвы. Расположено в Донском районе Южного административного округа. Основано в 1771 году, получило название от Даниловской слободы, рядом с которой находилось. Разделено на центральный и мусульманский участки. Общая площадь составляет 35 гектаров. Входит в ведение московского государственного бюджетного учреждения «Ритуал».

## История

### Основание кладбища

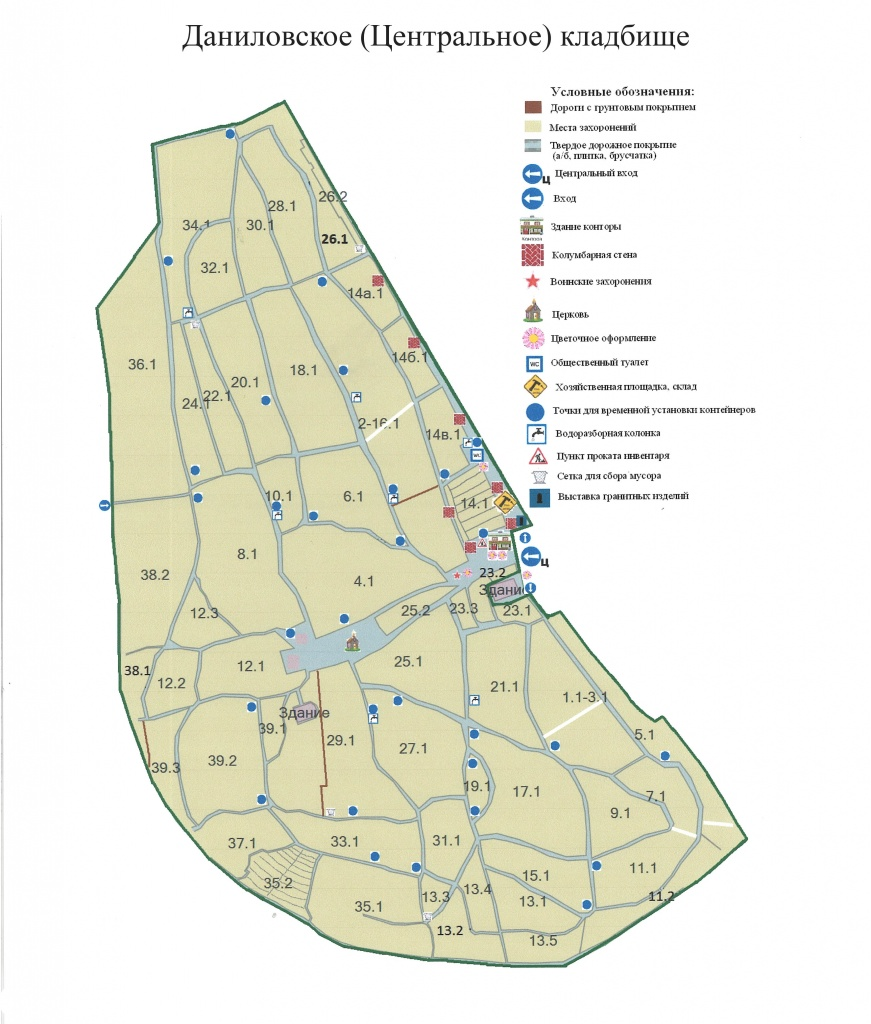
Схема Даниловского центрального кладбища, 2018 год

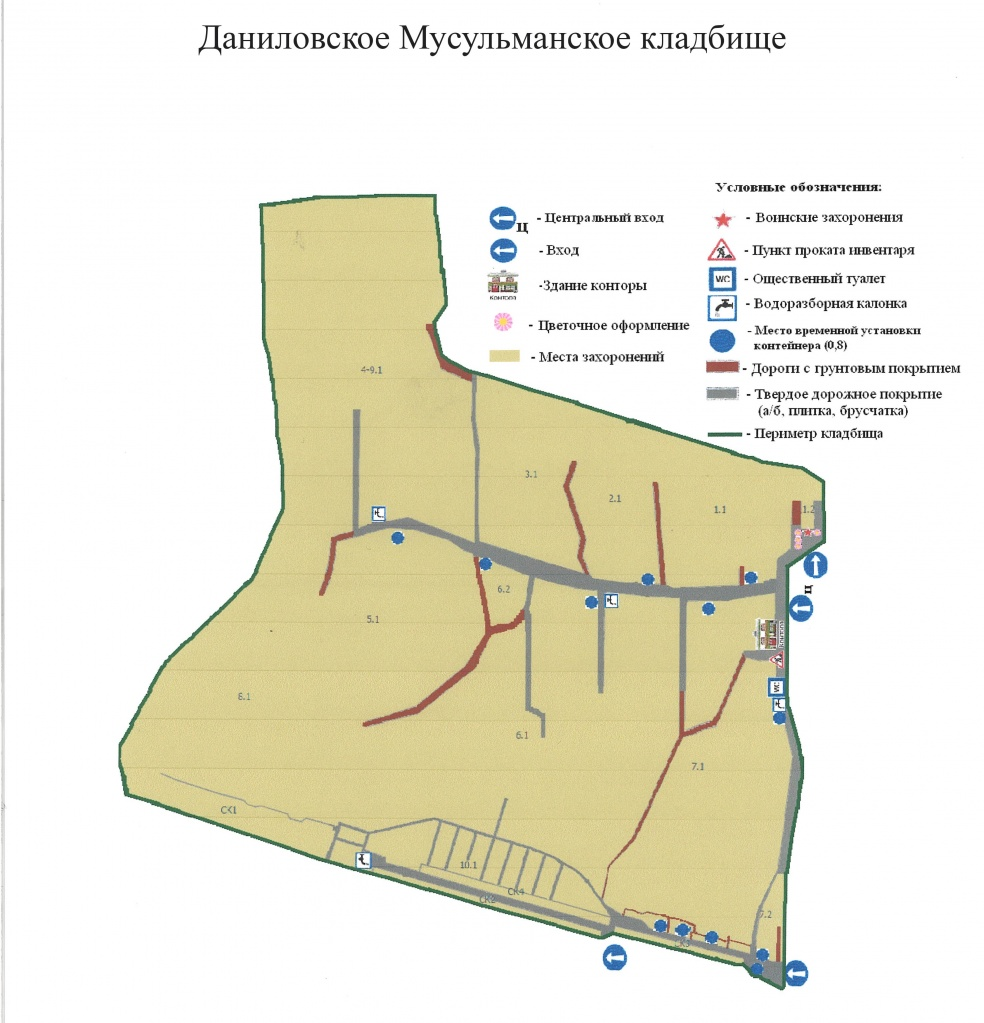
Схема Даниловского мусульманского кладбища, 2018 год

В 1771 году в Москве прошла эпидемия чумы, в разгар которой умирало до 800 человек в сутки. По указу Сената в городе хоронить погибших запрещалось и для них за границами Москвы были основаны отдельные кладбища. Одно из них появилось около Даниловской слободы, от которой и получило своё название, — этот участок являлся Центральным. Рядом с ним на склоне Андреевского оврага выделили территорию под Мусульманское кладбище для погребения иноверцев. Оно также было предназначено для захоронения умерших от чумы.

### До революции 1917 года
Центральное кладбище считалось купеческим, в основном на его территории хоронили купцов, ремесленников и мещан. Самым известным является захоронение семьи Третьяковых.
Даниловское кладбище можно смело назвать купеческим, да другим оно и быть не могло, близко примыкая к купеческому Замоскворечью. Пожалуй, ни на каком больше московском кладбище нет такого обилия купеческих памятников, как на этом. Типичные для середины прошлого века надгробия в форме цилиндрических колонн, конусов, обращённых вниз остриями, колонн, перебитых кубом, попадаются здесь во множестве. Кладбище не распланировано правильными дорожками, отчасти этому мешало расположение его на изрезанной оврагами площади, а отчасти и простая традиция, по которой вообще все наши прежние кладбища не распланировывались, если же что и делалось в этом отношении, то только в последнее время.Московский писатель-краевед Алексей Саладин, 1916 год
31 декабря 1772 года была построена и освящена деревянная кладбищенская церковь во имя священномучеников Херсонских. К 1828-гу она обветшала, и для замены купец Семён Лепешкин начал строительство храма Сошествия Святого Духа в стиле ампир по проекту архитектора Фёдора Шестакова. Одновременно были построены богадельня, флигель и кладбищенская ограда. Старая церковь была снесена в 1832 году, возведение храма закончили в 1838-м.
В 1901 году на территории кладбища была построена и освящена церковь Николая Чудотворца, а через год возведена Никольская часовня. В 1906-м с южной стороны церкви была сделана пристройка по проекту архитектора Николая Струкова. Благодаря этому алтарь правого придела был перенесён на одну линию с главным. При этом сохранились старый иконостас и стенопись 1832 года.

### После революции 1917 года
В советское время на кладбище хоронили представителей православного духовенства.
С установлением советской власти многие церкви закрылись как пережиток прошлого. Храм на кладбище продолжал работу, но был захвачен обновленцами и с 1937 по 1946 год являлся одной из семи обновленческих церквей Москвы, после чего был возвращён в Патриархию.
В 1941 году на территории кладбища находилась зенитная батарея для защиты столицы от германской авиации. Там же были установлены бетонные доты, два из которых сохранились. В 1965-м по проекту скульптора Андрея Туманова был создан мемориал на братской могиле солдат, погибших в боях Великой Отечественной войны и умерших в госпиталях.

## Известные захоронения
См. также категории: Похороненные на Даниловском центральном кладбище,
 Похороненные на Даниловском мусульманском кладбище. 
На кладбище похоронены: историк, академик АН СССР Иван Ковальченко, лингвист, член-корреспондент АН СССР Афанасий Селищев, филолог и философ академик Сергей Аверинцев, митрополит Волоколамский Питирим (Нечаев), искусствовед и театральный критик Сергей Дурылин, историк и москвовед Михаил Александровский, художник и коллекционер Илья Остроухов, директор музея Художественного театра Фёдор Михальский, футболист, заслуженный мастер спорта СССР Валерий Воронин, писатель Юрий Яковлев, Герои Советского Союза Иван Зайкин, Илья Котов, Николай Сидоров, народная артистка СССР Юлия Борисова, артист Борис Новиков.
Одна из самых известных могил Мусульманского кладбища — захоронение артиста балета, эстрадного танцовщика, хореографа и балетмейстера Махмуда Эсамбаева.
На Центральном кладбище часто посещаемой являлась могила причисленной к лику святых Матроны Дмитриевны Никоновой. Паломники ежедневно приходили, чтобы попросить у неё заступничества или взять на память с могилы горсть песка: считалось, что он обладал чудодейственными свойствами. В 1998 году мощи были перенесены в Покровский монастырь, но паломники продолжают посещать место её прежнего погребения. Всего на кладбище семнадцать могил, почитаемых православными верующими. Наиболее популярны среди них погребения афонского иеромонаха Аристоклия и старца иеромонаха Исайи.
На 2018 год купеческие могилы практически не сохранились.

## Фотогалерея

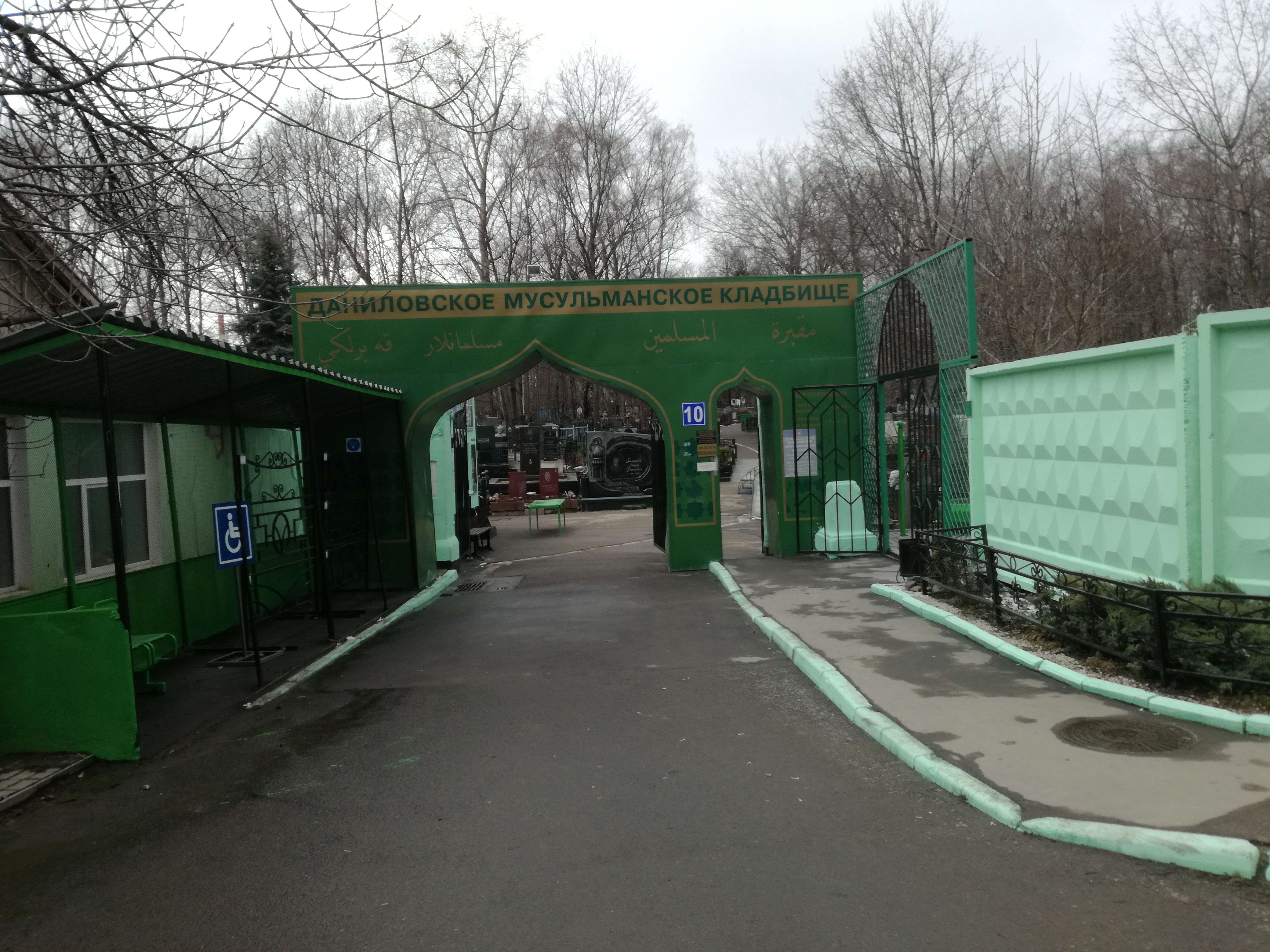
Даниловское мусульманское кладбище
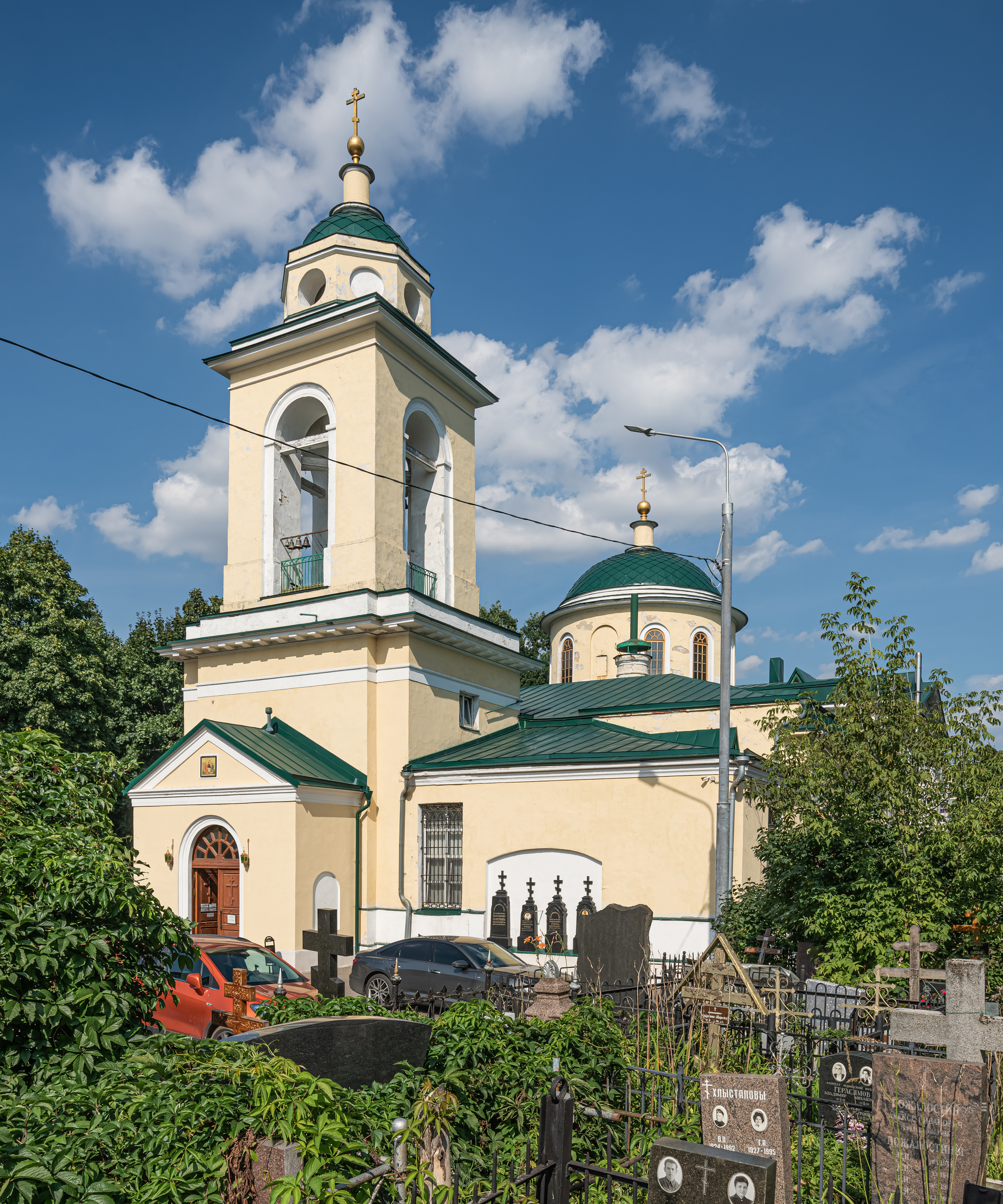
Храм Сошествия Святого Духа
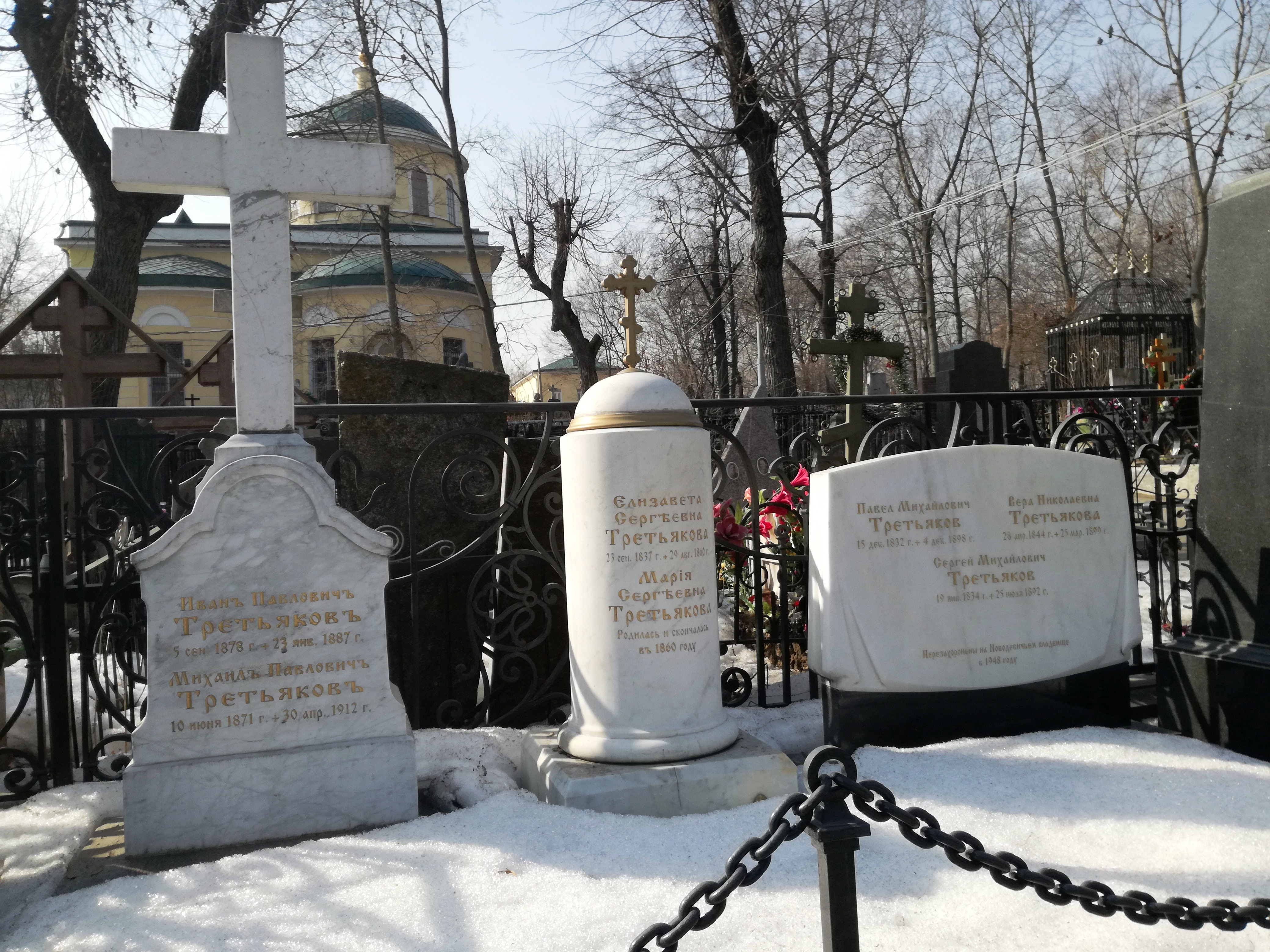
Семейное захоронение Третьяковых
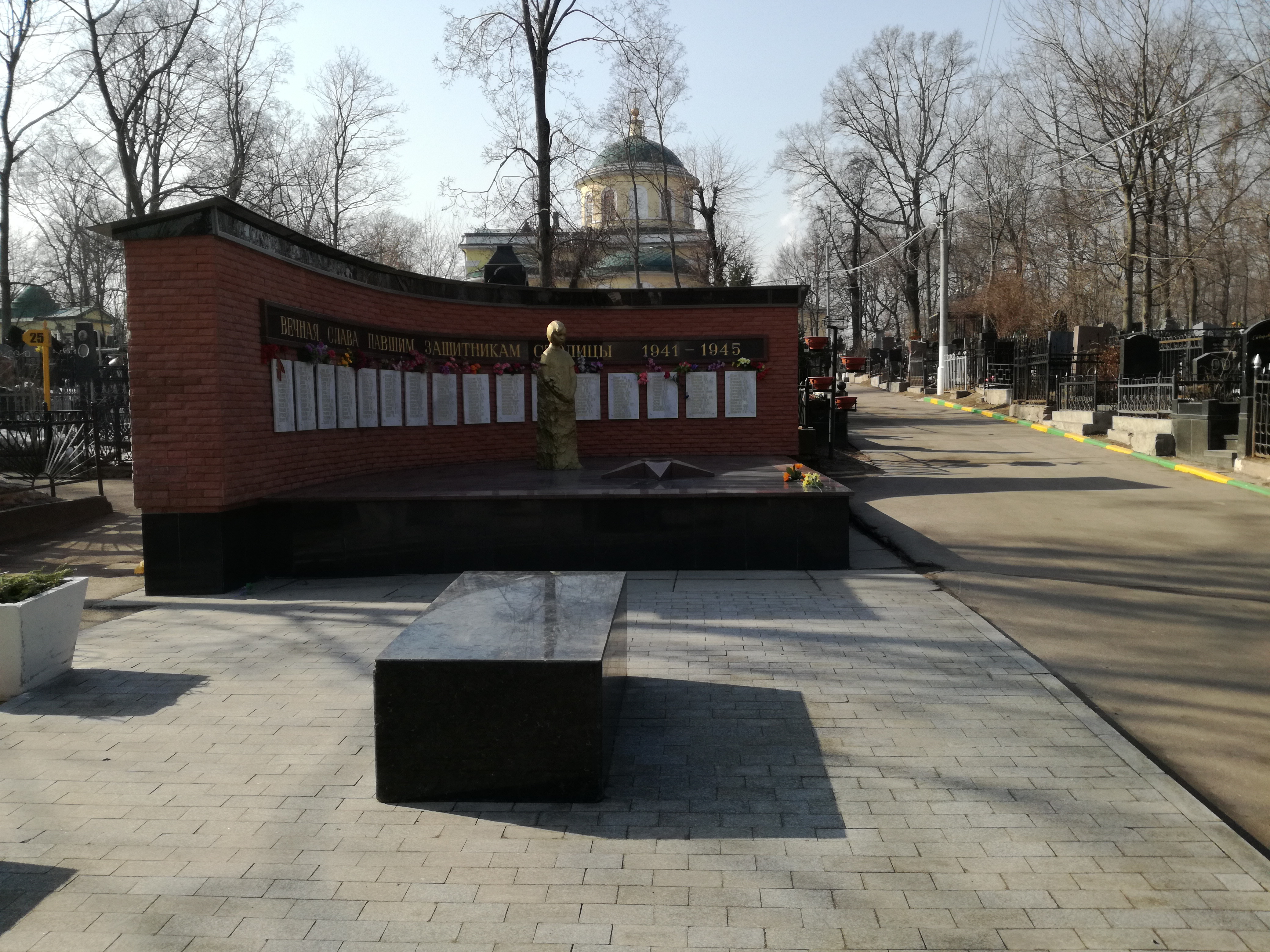
Братская могила воинов Великой Отечественной войны
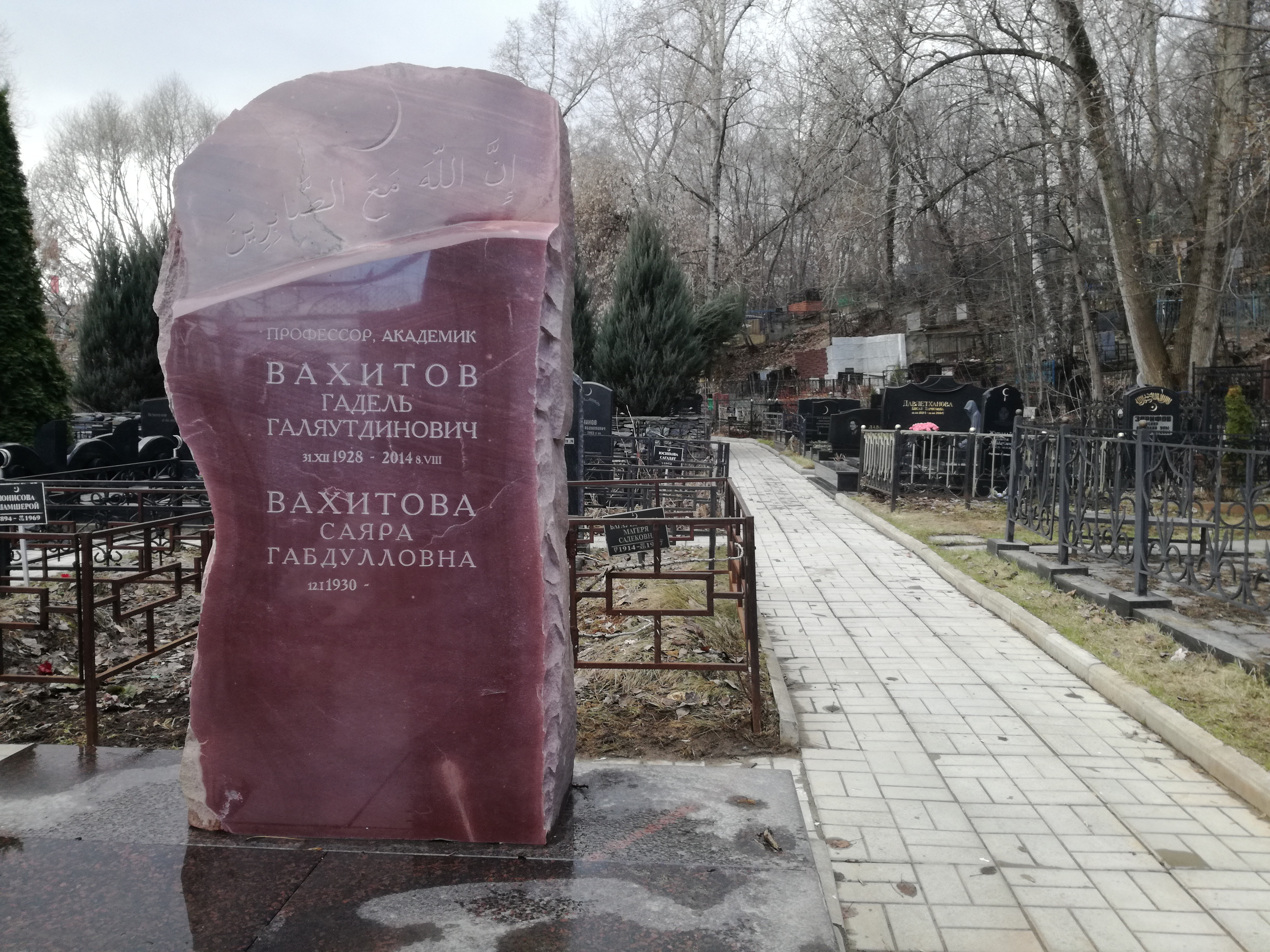
Могила Гадель и Саяры Вахитовых
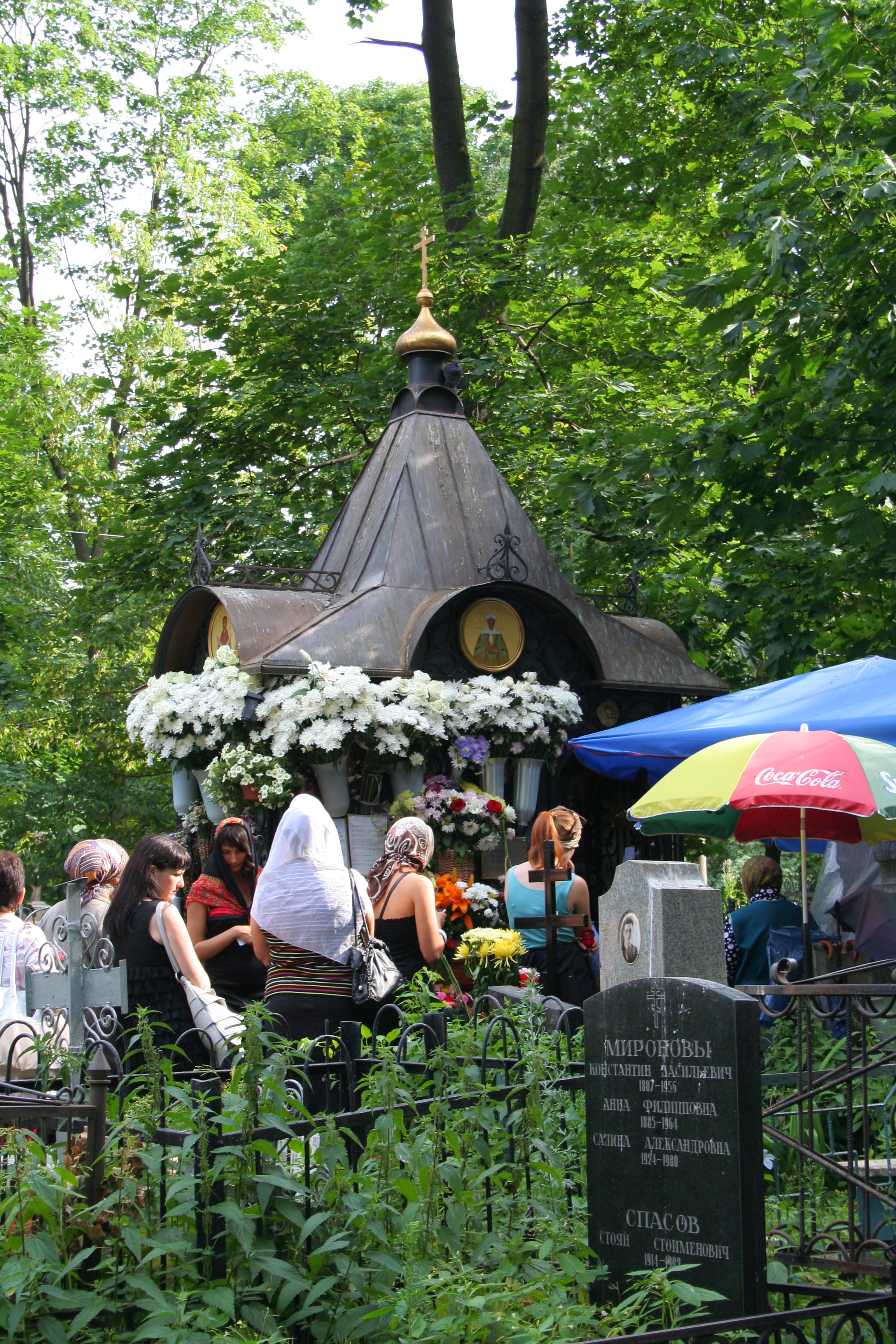
Место первоначального захоронения Матроны Московской
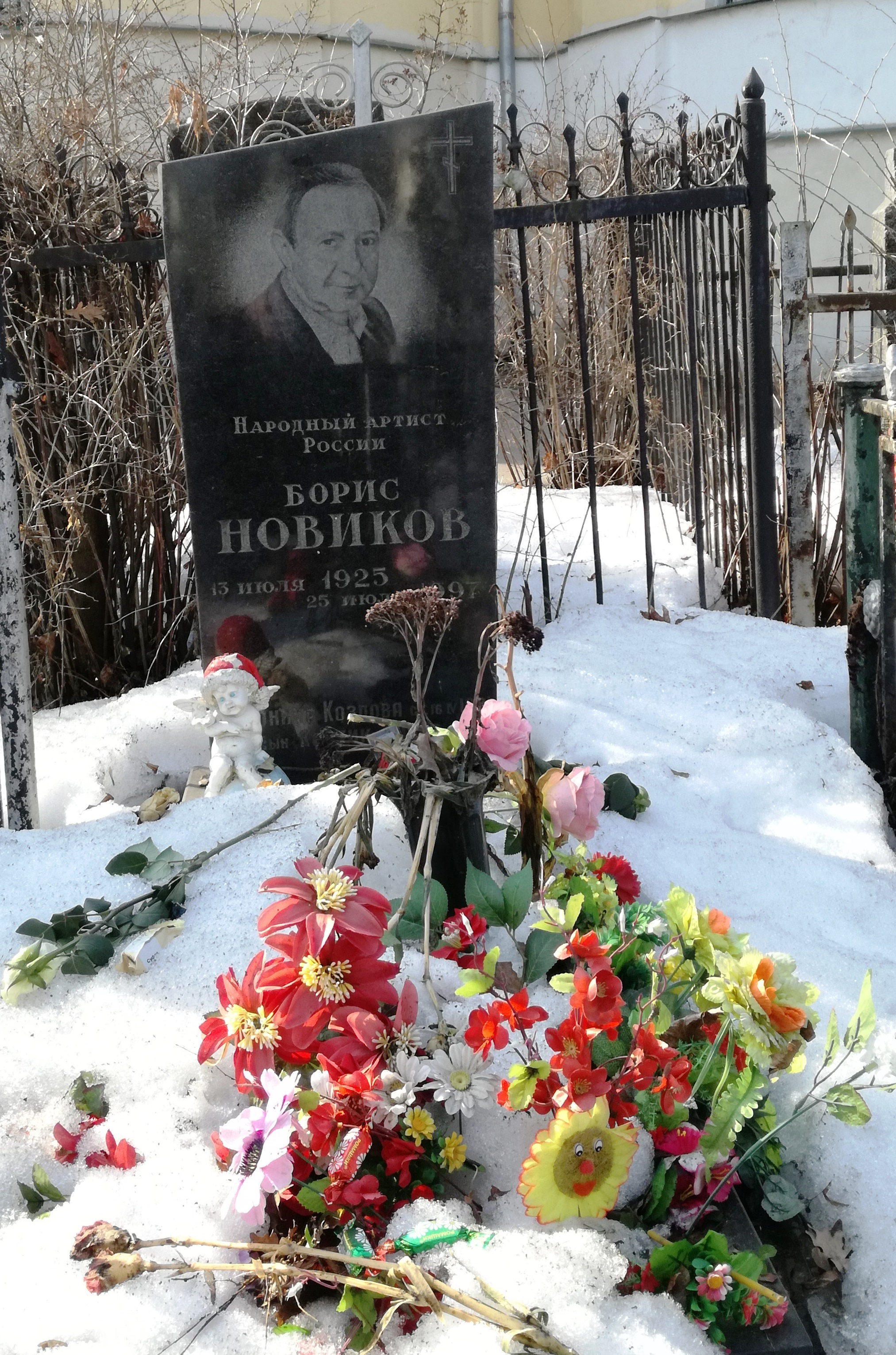
Могила артиста Бориса Новикова
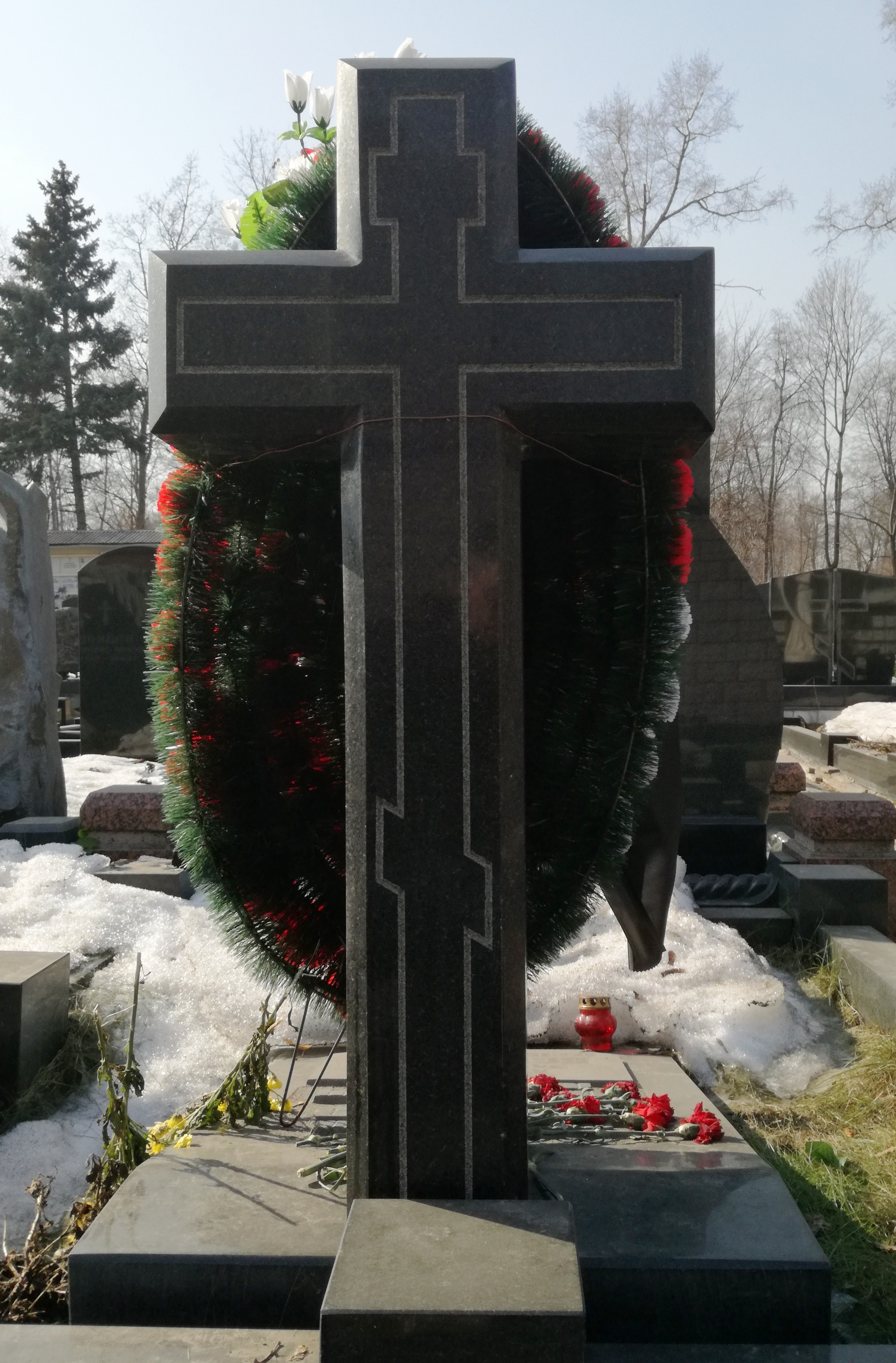
Могила академика Никиты Моисеева
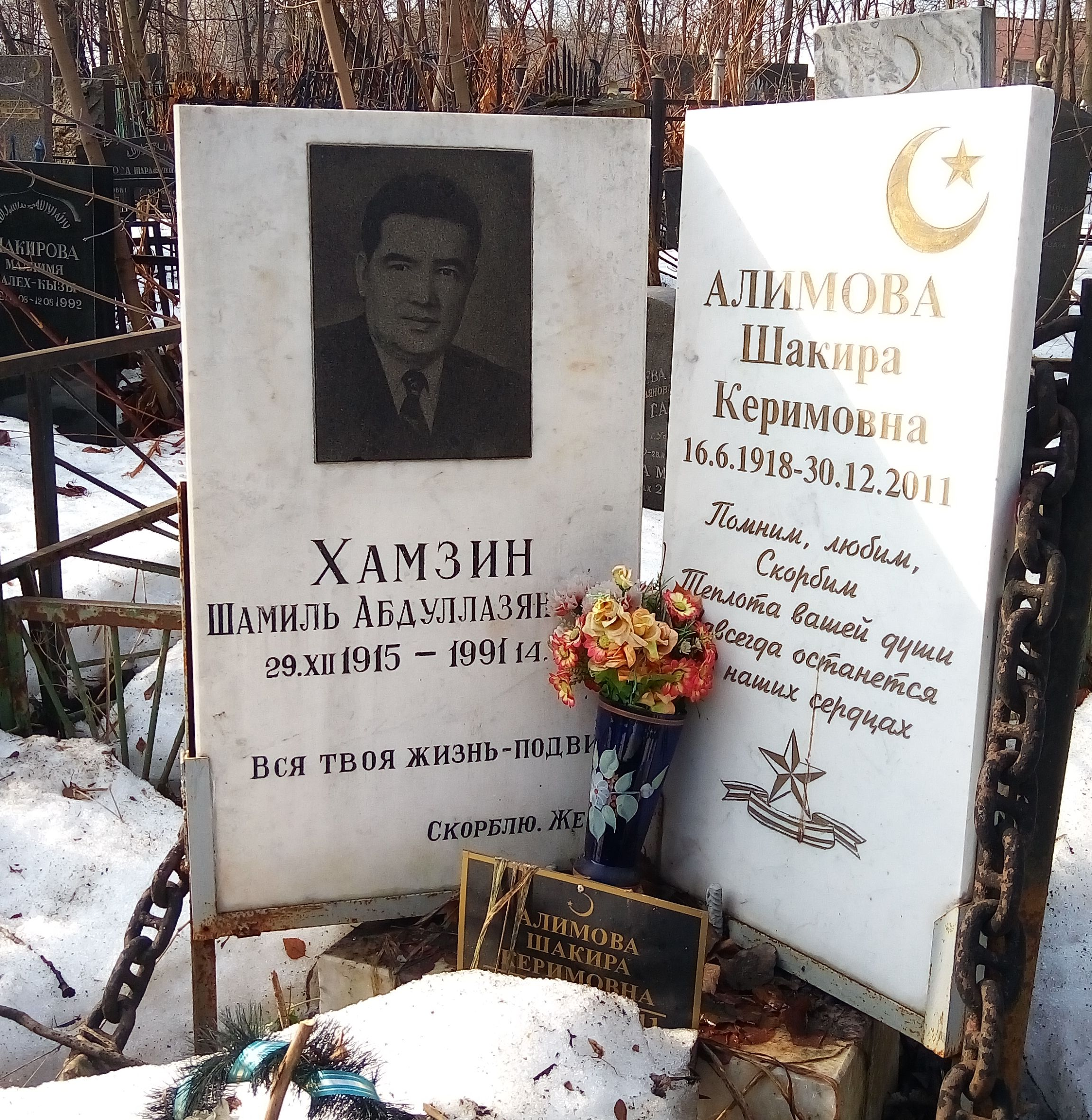
Могила разведчиков Шамиля Хамзина и Ирины Алимовой